# Джон Торрінгтон
Петті-офіцер Джон Шоу Торрінгтон (англ. John Shaw Torrington; *1825, Манчестер, Англія — †1 січня 1846, о. Бічі, Канада) — англійський та канадський дослідник, кочегар Королівського військово-морського флоту Великої Британії. Брав участь в експедиції Франкліна для пошуків Північно-Західного проходу. Разом із іншими членами експедиції загинув за загадкових обставин на початку походу. Його тіло, ексгумоване в 1984 р. для з'ясування причин смерті, є чи на найкраще збереженим трупом, відомим історії із часів муміфікованої людини, знайденої біля с. Толлунд у Данії в 1950 р.

## Експедиція Франкліна
У травні 1845 р. в м. Вулвіч (Англія) Торрінгтон приєднався до членів морської експедиції під керівництвом Джона Франкліна, метою якої було відкрити Північно-Західний прохід. Екіпаж корабля складався зі 128-174-х членів, розташованих на суднах «Террор» та «Еребус», які вийшли з м. Ґрінґайт (Англія) 19 травня 1845 р. Торрінгтона призначено головним кочегаром на «Террорі». Очікувана тривалість плавання становила близько трьох років, тому серед запасів було понад 55 тис. кг борошна, майже 17 тис. літрів спирту та близько 8 тис. бляшанок консервованих м'яса, супу та овочів. Проте з кінця липня 1845 р. експедиція не подала жодної звістки.

## Пошукові експедиції
Для пошуків членів експедиції Франкліна одна за одною спорядили кілька експедицій, але до 1850 р. їхня робота була безрезультатною. У 1850 р. на о. Бічі (зараз територія Нунавуту, Канада) знайдено залишки кам'яної хижі, кілька консервних бляшанок, рештки одягу та могили трьох членів екіпажу — Джона Торрінгтона, який помер 1 січня 1846 р., Джона Гартнелла та Вільяма Брейна. Причини такої швидкої смерті (по сімох місяцях експедиції) залишалися невідомими. Згодом з'ясувалося, що загинула вся команда, ймовірно, від поганої організації.
На початку 80-х рр. 20 ст. канадський антрополог Овен Бітті вирішив провести ексгумацію решток для з'ясування причин смерті.

## Ексгумація тіла
Дослідники дали оголошення в газету, намагаючись знайти нащадків Торрінгтона, проте ніхто не відгукнувся. О. Бітті з колегами почали роботу в серпні 1984 р. Щоб дістатися труни, дослідники прокопали близько 1,5 м вічної мерзлоти. Тіло в труні виглядало дуже добре збереженим, незважаючи на шар криги, що частково вкривав його. Аби розтопити кригу, не пошкодивши предмету дослідження, Бітті поступово поливав тіло водою, аж доки не звільнив його від криги. Очевидно, смерті Торрінгтона передувала тяжка хвороба, бо його тіло важило менш як 40 кг і було дуже кістляве. Перш ніж перепоховати трупа, з нього взяли зразки тканин для лабораторних аналізів.
Дослідження показало, що тіло, ймовірно, зберігалося на кораблі під час копання могили. Практичні на всі органах були значні сліди клітинного автолізу, мозок перетворився на «жовту рідину». У легенях знайшли сліди давнього туберкульозного процесу і пневмонії незадовго до смерті. Токсикологічний аналіз показав підвищений вміст свинцю у волоссі та нігтях Торрінгтона, що дозволило припустити, що причиною смерті стала пневмонія, ускладнена свинцевим отруєнням. Наявність важкого металу можна пояснити низькою якістю консервованої їжі, яка могла ввібрати частину свинцю з бляшанок. Оскільки в організмах інших членів експедиції також виявили свинець, отруєння вважають однією з можливих причин загибелі цілої експедиції.

## Посмертна доля Торрінгтона
Фотографії тіла в чудово збереженому стані широко публікувалися в пресі середини 80-х років. Зокрема, журнал People назвав Торрінгтона «однією з найцікавіших світових персоналій 1984 року». Всесвітньо відомі знімки надихнули кількох літераторів на написання творів про Торрінгтона (зокрема, пісня Джеймса Тейлора «Заморожений», The Frozen Man).